# Kdo ví
Kdo ví (v originále Va savoir) je francouzský hraný film z roku 2001, který režíroval Jacques Rivette. Snímek měl světovou premiéru na filmovém festivalu v Cannes dne 16. května 2001.

## Děj
Italská divadelní společnost přijíždí do Paříže s inscenací hry Luigiho Pirandella Jakou ty mne chceš. Ředitel divadla Ugo pátrá v Paříži po ztraceném rukopisu Carla Goldoniho. Jeho přítelkyně Camille zde potkává svého bývalého milence Pierra.

## Obsazení
| Jeanne Balibarová     | Camille Renard          |
| Sergio Castellitto    | Ugo Bassani             |
| Jacques Bonnaffé      | Pierre Mauduit          |
| Marianne Basler       | Sonia                   |
| Hélène de Fougerolles | Dominique Desprez       |
| Catherine Rouvel      | Madame Desprez          |
| Bruno Todeschini      | Arthur Delamarche       |
| Claude Berri          | odborník na staré knihy |

## Ocenění
- Cena Romy Schneider pro Hélène de Fougerolles
- César: nominace v kategorii nejslibnější herečka (Hélène de Fougerolles)